# Piet Jaspaert
Piet Prosper Theresia Jaspaert (Borgerhout, 3 oktober 1940) is een Belgisch bestuurder in de cultuur-, erfgoed- en toerismesector.

## Levensloop
Piet Jaspaert behaalde de diploma's van regent moderne talen (1962) en licentiaat politieke en sociale wetenschappen (1970) aan de Rijksuniversiteit Gent, waar hij promoveerde tot doctor in de politieke en sociale wetenschappen (1972). Hij werd leraar talen in Brussel. In 1970 werd hij woordvoerder van het bisdom Antwerpen en in 1972 werd hij de eerste directeur van het nieuwe cultureel centrum van Hasselt. In 1986 maakte hij de overstap naar Kredietbank (later KBC), waar hij directeur communicatie en marketing werd. Na zijn pensioen werd hij in 2003 voorzitter van de Jury voor Ethische Praktijken in de Reclame (JEP) en was hij van 2009 tot 2013 vicevoorzitter van de European Organisation for Self-Regulation in Advertising (EASA).
Jaspaert was als vrijwilliger betrokken bij verschillende organisaties. Hij was nationaal leider van KSA en hoofdredacteur van Vandaag. Namens de Vlaamse Regering was hij voorzitter van de Nederlandstalige Jeugdraad, voorzitter van de Raad van Advies voor Toneel en voorzitter van Toerisme Vlaanderen. Daarnaast bekleedt of bekleedde hij bestuursmandaten bij het Klarafestival, Gent Festival van Vlaanderen, het Concertgebouw Brugge, VIRA en Kom op tegen Kanker, waarvan hij mede-initiatiefnemer was. Jaspaert is ook actief in de erfgoedsector. Hij was voorzitter van VCM en Open Monumentendag (waarvan hij medeoprichter was) en bestuurder van Erfgoed Vlaanderen en Herita. Sinds 2008 is hij bestuurder van Europa Nostra, waarvan hij sinds 2015 vicevoorzitter is.